# ميك وودز
ميك وودز (بالإنجليزية: Mick Woods)‏ هو منافس ألعاب قوى أيرلندي، ولد في 15 فبراير 1949.